# Passignano sul Trasimeno
Passignano sul Trasimeno là một đô thị ở Tỉnh Perugia trong vùng Umbria, có khoảng cách khoảng 20 km về phía tây bắc của Perugia. Tại thời điểm ngày 31 tháng 12 năm 2004, đô thị này có dân số 5.314 người và diện tích là 81,1 km².
Đô thị Passignano sul Trasimeno có các frazioni (các đơn vị cấp dưới, chủ yếu là các làng) Castel Rigone, Col Piccione, Oliveto, Pischiello, San Donato, San Vito, và Trecine.
Passignano sul Trasimeno giáp các đô thị: Castiglione del Lago, Lisciano Niccone, Magione, Tuoro sul Trasimeno, Umbertide.